# Juan de Alvear
Juan de Alvear (1499-1562) viene de una importante familia de plateros. En 1533 dijo que tenía treinta y tres años, y con esto se dice que nació en 1499.
Era un parroquiano de la iglesia de San Nicolás, en la cual bautizo a su hijo Nicolás en 1533, este también fue platero y también los maridos de sus dos hermanas. 
Pedro Martínez se casó con Juana de Alvear y Gregorio de Abaunza que se casó con María de Alvear. Destaca también otra hija, Francisca de Alvear que se casó con Matías de Carranza, que tenía orígenes de otra familia de plateros.
Eran todos parroquianos de San Nicolás, en 1563 después de la muerte de Juan su familia se tuvo que ir a vivir en la Lancería (platería vieja) porque habían disfrutado de privilegio real para residir fuera de la platería.
Juan y su mujer apadrinaron a varios hijos de otros plateros. Se trataba de un platero del emperador de Carlos V y tenía licencia especial para vivir en ellas.
Este compartía las casas con Juan de Castañeda, que se trataba de un platero como él. Se dice que podrían tener alguna relación de parentesco y que colaboraran. Los dos recibieron de Rodrigo Castañeda 231802 maravedís enviados a través de Sevilla. Los dos plateros fueron fiadores de Francisco de Pedrosa, que residía en Burgos. Juan de Alvear y Juan de Castañeda adquirieron diversos objetos de oro a Pedro Ortega de Torquemada.
Alvear se trataba de un platero rico. María Alvear (hija) llevó como dote al matrimonio con Gregorio de Abaunza 165000 maravedís.

## Profesiones.
En julio de 1555 le nombraron para los cargos de contraste y afinador. La actividad del platero debía de ser muy interesante porque renunció al cargo en febrero de 1557.
En febrero de 1531, fue elegido veedor de los plateros con Adán Díez. En mayo de 1538 tasó con Bartolomé de Valencia, Diego de Mendoza y Jerónimo de Rosas la cruz que Juan de Horna había hecho para la catedral de Burgos.
En 1537 recibió 54495 maravedís de la Catedral de El Burgo de Osma, para hacer una cruz de plata que ahora mismo en la actualidad no se conserva ya. Es posible que trabajara para la Marquesa de Berlanga o para los frailes del convento de Fresdelval.
En 1554 entregó al regimiento de Burgos veinticuatro cuentas de plata que servían para sacra las suertes de los cargos. En 1547 realizó una cruz y un anillo para Pedro López de Mendoza que era obispo de Termópolis y vivía en Burgos. Juan había mandado hacer un cáliz de plata con piedra finas y engastes de oro para el monasterio de la Vid, este cáliz lo acabó Juan de Castañeda y la viuda y sus hijos se encargaron de que pudiera recibir el valor del Cádiz.
Se dice que también había alguna obra para el concejo y vecinos de Tobar. 

### Después de su muerte.
Isabel de Madrigal (mujer) otorgó poder para cobrar las cantidades que adeudaban a su esposo.
Se han encontrado sus iniciales en varios cálices.